# Nikita (ime)
Nikita je moško in žensko osebno ime.

## Izvor imena
Ime Nikita je različica moškega imena Nikolaj.

## Tujejezikovne različice imena
- pri Čehih: Nikita
- pri Francozih: Nikita
- pri Poljakih: Nicetas
- pri Rusih: Никита (Nikita)
- pri Švedih: Nikita

## Pogostost imena
Po podatkih Statističnega urada Republike Slovenije je bilo na dan 31. decembra 2007 v Sloveniji število moških oseb z imenom Nikita: 47.

## Osebni praznik
Osebe z imenom Nikita godujejo 6. oktobra (Nikita, redovnik, † 6. okt. v 9. stol.) ali 24. junija (Nikita, cerkveni oče, † 24. jun. v 4. stoletju) .

## Znane osebe
Nikita Hruščov, sovjetski politik